# 50 gól 50 mérkőzés alatt az NHL-ben
Az 50 gól 50 mérkőzés alatt kifejezés azt jelenti, hogy az Észak-Amerikai Profi Jégkorongligában (NHL) egy játékos csapatának első 50 alapszakaszbeli meccsén (legalább) szerez, mely egy kivételesen ritka teljesítmény. A mai napig ez öt különböző játékosnak sikerült összesen nyolc alkalommal.
Az NHL hivatalos szabálya szerint az "50 gól 50 meccsen" szigorúan a csapata első 50 meccsére vonatkozik, nem pedig a játékoséra (így vannak "nem hivatalos 50/50-es" játékosok is).

## Akiknek sikerült

### Maurice "Rocket" Richard
- 1944–1945: 50/50.

A Montréal Canadiens játékosaként az ötvenedik találkozóján szerezte az ötvenedik gólját, éppen a Boston Bruins elleni találkozón, mely a Canadiens ősellenségének számított.
A következő alkalom, amikor bárki legalább 50 gólt szerzett egy szezonban 16 év múlva érkezett el, Bernie Geoffrion révén, akinek ez a 64 meccses alapszakasz során sikerült. A következő 50/50-es teljesítményre pedig 35 évet kellett várni.
Richard összesen ötször volt az NHL gólkirálya, és az első, aki 500 gólt szerzett karrierje során, így a kor legjobb góllövőjének tekintették. Az 1999-es szezontól kezdve a NHL így minden évben kiadja a Maurice 'Rocket' Richard-trófeát, melyet a Montréal Canadiens ajánlott fel az aktuális alapszakasz legtöbb gólt szerző játékosának.

### Mike Bossy
- 1980–1981: 50/50

Sokan úgy gondolták hogy senki nem lesz képes megismételni Maurice Richard teljesítményét, de a New York Islanders játékosának ez (a történelem folyamán másodikként) mégis sikerült. Ez különösen nagy figyelmet kapott a korabeli sajtóban, amikor is Charlie Simmerrel egy nem hivatalos vetélkedésben üldözték a célt, vagyis az 50/50-es teljesítmény elérését. Az ötvenedik mérkőzésükön mindketten jégen voltak, Simer ekkor 46, Bossy pedig 48 gólnál járt. Utolsó mérkőzésén Simer mesterhármast szerzett, így 49 találattal zárta az első 50 meccset, míg Bossy sokáig góltalan maradt az 50. találkozón. Végül az utolsó öt percben szerzett két góljával elérte az 50 gólos álomhatárt, melyhez Richard személyesen gratulált. Bossy végül 79 meccsén 68 gólt szerzett az alapszakaszban.

### Wayne Gretzky
- 1981–1982: 61/50 (50/39)
- 1983–1984: 61/50 (50/42)
- 1984–1985: 53/50 (50/49)

Wayne Gretzky az 1981–1982-es NHL-szezonban lerombolta az 50/50-es álmot. A 38. mérkőzésén 4 gólt ütött, és már 45 gólja volt. A rákövetkező mérkőzésen, 1981. december 30-án a Philadelphia Flyers ellen 5 gólt ütött ("mesterötös"), így már 39. mérkőzésén elérte az 50-es határt. Már akkor 50 gólnál járt, amikor a góllövőlistán mögötte következőnek még 30 találata sem volt, a szezont végül 92 gólos abszolút rekorddal zárta.
Karrierje során még kétszer ért el 50 gólt kevesebb mint 50 mérkőzés alatt. Előbb 1983–1984-ben a 42. mérkőzésén (87 gól a szezon végén), majd 1984–1985-ben a 49. mérkőzésén (73 gól a szezon végén) szerezte 50. gólját.

### Mario Lemieux
- 1988–1989: 54/50 (50/46)

Lemieux a következő játékos, aki hamarabb ütött 50 gólt mint letelt volna az 50 mérkőzéses határ. Az 50. gól hivatalosan a 46. mérkőzésen esett, bár Marionak ez mindössze a 44. meccse volt a szezonban (melyet végül 85 góllal zárt).

### Brett Hull
- 1990–1991: 52/50 (50/49)
- 1991–1992: 50/50 (50/50)

Brett Hull kétszer ért el 50/50-et a karrierje során, mindkét alkalommal a St. Louis Blues színeiben. Először 1990–1991-ben, a amikor a Blues 49. mérkőzésén kétszer is betalált az újonc kapus Dave Gagnon ellen 1991. január 25-én (a szezont 86 góllal zárta).
Másodjára a következő szezonban érte el ezt a hihetetlen teljesítményt, mikor a Blues 50. mérkőzésen az 50. gólját ütötte a Los Angeles Kings kapusának Kelly Hrudeynak 1992. január 28-án egy 3-3-as döntetlenre végződő találkozón.

## Nem hivatalos 50/50-ek
A következő játékosok is elérték az 50 gólos határt saját első 50 meccsükön, azonban a Liga ezt nem ismeri el hivatalos 50/50-es teljesítményként, hiszen ahhoz a csapat első 50 mérkőzésén kell 50-szer betalálni.

### Jari Kurri
1984–1985-ben 50/50-et ért el az Edmonton Oilers színeiben, de ez a csapatnak már az 53. mérkőzésén történt. Végül 71 góllal zárta az idényt.

### Alexander Mogilny
1992–1993-ban a Buffalo Sabres mezében az 50. gólját a 46. mérkőzésén ütötte meg, szintén a csapat 53. mérkőzésén volt. Végül 76 gólt ütött a szezonban.

### Mario Lemieux
Lemieux-nak még két nem hivatalos 50/50-e volt.
Az első 1992–1993-ban, amikor 50/48-at ért el de a csapatnak ez már a 72. mérkőzése volt (sajnos sérülések hátráltatták a szezonban, és egész karrierje során). A maradék 12 mérkőzésen 19 gólt szerzett, így végül 60 lejátszott meccsén 69 gólt ütött.
Másodszor 1995–1996-ban, ekkor saját maga 50., de a csapat 59. mérkőzésén szerezte az 50. gólt. A szezont 70 meccsen lőtt 69 góllal fejezte be.

### Cam Neely
Neely a Boston Bruins csapatában 1993–1994-ben saját maga 44. mérkőzésén szerezte az 50. gólját, ezzel beállítva Lemieux rekordját a leggyorsabban 50 gólt szerző játékosok között (Gretkzyt leszámítva) - ez azonban csapatának már a 66. találkozója volt. Sérülésiből visszatérve végül még öt mérkőzést játszott, de már nem szerzett több gólt a szezonban, így az alapszakaszban játszott 49 mérkőzésén lőtt 50 góllal zárt.

## Akiknek majdnem sikerült

### Bobby Hull
A Chicago Blackhawks játékosaként 1965–1966-ban az 52. mérkőzésen lőtte 50. gólját. 25 évvel később fia, Brett Hull megvalósította az 50/50-es teljesítményt.

### Charlie Simmer
A Los Angeles Kings játékosaként az 51. találkozóján szerezte az 50. találatán, közvetlenül az 50. meccsén lőtt mesterhármasa után. Simmer Mike Bossyval (lásd fent) volt nagy vetélkedésben a második 50/50-es teljesítményért az 1980–1981-es szezonban.

### Mario Lemieux
Az 1987–1988-as szezonban szintén egy találkozóval maradt el, az 51. meccsen lőtte 50. gólját.

### Bernie Nicholls
Hasonlóan Lemiuex-höz a Kings játékosaként az 51. találkozón talált be ötvenedszerre az 1988–1989-es szezonban.

## Más ligákban
Anders Hedberg és Bobby Hull (1974–1975) a Winnipeg Jets színeiben (mely a World Hockey Associationben játszott) az 1974–1975-ös szezonban egyaránt teljesítették az 50/50-es kritériumot, de mivel ez nem az NHL-ben történt, ezért ez nem tekinthető hivatalos NHL 50/50-nek.

## További érdekességek
- NHL-statisztikák vezetői
- Játékosok legalább egy 100 pontos szezonnal
- Egyéni NHL-rekordok